# Dominique de Villepin

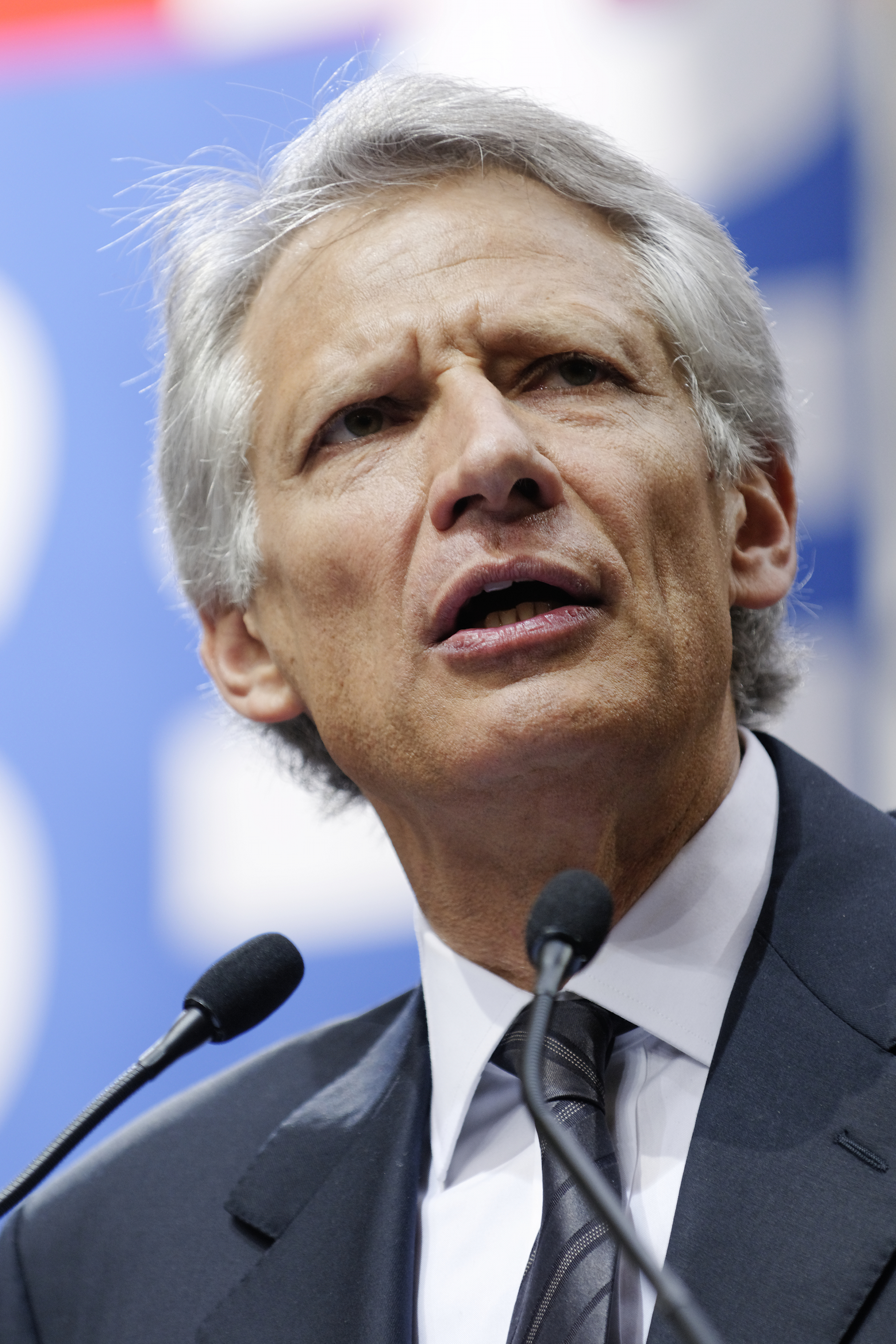
Dominique de Villepin

Dominique Marie François René Galouzeau de Villepin uitspraakⓘ) (Khémisset, Marokko, 14 november 1953) is een Frans politicus en diplomaat. Hij was van 31 mei 2005 tot 15 mei 2007 premier van Frankrijk. Hij is lid van de Union pour un Mouvement Populaire, de opvolger van de Rassemblement pour la République. In 2003 ontving hij de Prix de la langue française.

## Biografie
Dominique de Villepin, zoon van een diplomaat en senator, studeerde aan de prestigieuze École nationale d'administration en hij sloot zich in 1977 aan bij het Rassemblement pour la République. De Villepin was daarna werkzaam in de diplomatieke dienst. Hij diende onder andere tussen 1984 en 1992 als ambassadesecretaris in Washington en in New Delhi.
In 1993 werd hij directeur van het kabinet van Alain Juppé, de minister van Buitenlandse Zaken. In 1995 werd hij adviseur van president Jacques Chirac. In het kabinet van Jean-Pierre Raffarin was hij eerst, van 2002 tot 2004, minister van Buitenlandse Zaken en sinds 31 maart 2004 als minister van Binnenlandse Zaken.
Op buitenlandse zaken was De Villepin verantwoordelijk voor het Franse verzet tegen de Amerikaanse invasie in Irak. Hij kreeg de steun van zijn Duitse ambtgenoot Fischer en van België, terwijl het voormalige Oost-Europa zich achter de Verenigde Staten schaarde. De Amerikaanse minister van defensie Donald Rumsfeld sprak daarom van "the old Europe" en the "new Europe".
Op 31 mei 2005, twee dagen na de afwijzing van de EU-grondwet door de Franse bevolking, diende premier Jean-Pierre Raffarin zijn ontslag in. President Jacques Chirac benoemde daarop Dominique de Villepin diezelfde dag nog tot premier.
De Villepin was, zeker na de veroordeling en aftocht van Alain Juppé, de favoriete opvolger van president Chirac. Maar zijn premierschap kwam niet echt van de grond. Zijn paradepaardje, een plan voor verplichte arbeidsinzet van werkeloze jongeren, kwam niet uit de verf. Zijn belangrijkste rivaal, Nicolas Sarkozy, veroverde echter het voorzitterschap van de regeringspartij UMP en werd daarom uit de regering verbannen. De tweestrijd ging steeds meer de regering beheersen, waarbij de aristocraat De Villepin het in de opiniepeilingen aflegde tegen de wat platte "Sarko". Ten slotte brak er een schandaal uit over vermeende smeergelden voor de verkoop van fregatten en geheime bankrekeningen van Sarkozy in Luxemburg. Die geruchten, volgens Le Nouvel Observateur afkomstig van "kringen rond De Villepin", bleken onwaar.  Met de verkiezing in 2007 van Sarkozy kwam een voorlopig einde aan de loopbaan van De Villepin, die zich voor de rechter moest verantwoorden op beschuldiging van laster.
Op 11 december 2011 maakte De Villepin bekend dat hij presidentskandidaat was voor de presidentsverkiezingen van 2012. Als "onafhankelijk gaullist" wilde hij de "Fransen verenigen".
Eind 2023 gaf De Villepin twee interviews over de oorlog tussen Hamas en Israël in de geopolitieke context, één op 28 oktober voor Radio Monte Carlo, en één op 7 november voor France Info. In beide interviews pleitte hij voor een realistische, geopolitieke inschatting en een pacifistische oplossing.  
- Biblioteca Nacional de España: XX1207434
- Bibliothèque nationale de France: cb136094555 (data)
- Catàleg d'autoritats de noms i títols de Catalunya: 981058605371806706
- Gemeinsame Normdatei: 129234397
- International Standard Name Identifier: 0000 0001 2139 6495
- Library of Congress Control Number: nr2001027547
- Nationale Bibliotheek van Tsjechië: xx0245639
- Nationale Bibliotheek van Israël: 987007334589505171
- Nationale Bibliotheek van Polen: a0000003248479
- Nederlandse Thesaurus van Auteursnamen: 265379741
- Système universitaire de documentation: 055337945
- Virtual International Authority File: 74026065
- WorldCat: E39PBJrwRgpr7X3BQkMvb9J7HC